# Suzanne Lafont
Pour les articles homonymes, voir Lafont.
Suzanne Lafont, née le 9 juillet 1949 à Nîmes, est une photographe française.

## Biographie
Elle vit et travaille à Paris et Bruxelles

## Expositions
- 21 avril - 18 juin 1989 : Suzanne Lafont : 1984-1988, Centre de la Vieille Charité, Marseille[1].
- 17 mars au 24 mai 1992 : Suzanne Lafont, Jeu de paume, Paris[2],[3].
- 3 juin - 20 septembre 1992 : Documenta IX, Cassel, Allemagne.
- 2 octobre - 15 novembre 1992 : Projects 37 : Suzanne Lafont, Museum of Modern Art (MoMA), New York, USA[4].
- 1992 : Gallery Marian Goodman, New York, USA.
- 1993 : Peter Kilchmann Galerie, Zurich, Suisse
- 1994 : Galerie de France, Paris, France
- 1996 : Ghost in the Shell : Photography and the Human Soul, 1850-2000, Los Angeles County Museum of Art, Los Angeles, USA.
- 1997 : Galerie Wohn Maschine, Berlin, Allemagne.
- 1997 : Le Défilé, Musée de Rochechouart, France[5].
- 1997 : Documenta X, Cassel, Allemagne
- 1998 : Galerie Clara Rainhorn, Bruxelles, Belgique
- 1999 : Manœuvres, Centre chorégraphique national du Havre, Le Havre, France ; Correspondances, Musée d'art contemporain, Marseille, France
- 2000 : Centre François-Mitterrand, Beauvais, France
- 2001 : Épisodes, Galerie Anne de Villepoix, Paris, France
- 2002 : Remue-ménage, La Galerie, Noisy-le-Sec, France
- 2003 : Suzane Lafont, Rencontres de la photographie, Arles, France
- 2005 : Pinacoteca do Estado, São Paulo, Brésil
- 2008 : Erna Hecey Gallery, Bruxelles
- 2009 : elles@centrepompidou, artistes femmes dans les collections du MNAM, Centre Georges-Pompidou, Paris, France (exposition collective)
- 2011 : Musée d'art moderne grand-duc Jean, Luxembourg
- 2011 : Caractères, Arendt & Medernach, Luxembourg
- 2014 Punctum,  Salzburger Kunstverein, Salzbourg, Autriche
- 6 février - 26 avril 2015 : Situations, Carré d'art - Musée d'art contemporain, Nîmes[6]
- 9 novembre 2018 - 8 avril 2019 : Suzanne Lafont. Nouvelles espèces de compagnie. Roman, Musée des Beaux-Arts, Bordeaux[7],[8],[9].
- 2020 : Des visages. Le temps de l'Autre, Carré d'art, Musée d'art contemporain, Nîmes, France.
- 2021 : How Things Think, Erna Hecey, Luxembourg.
- 2022 : Paris Internationale (foire d'art contemporain)
- 2022 : Offscreen, Paris (foire d'art contemporain)
- 2023 : commissariat : entrée libre collection photographique du Carré d'art (anniversaire des  30 ans du musée d'art contemporain de Nîmes.
- 2023 : Science, fiction, collection de l'Institut d'art contemporain de Villeurbanne (France).
- 2024 : Lacan, l‘exposition. Quand l‘artiste précède le psychanalyste, Centre Pompidou Metz (France).